# Lill-Drafsjön
Lill-Drafsjön är en sjö i Åre kommun i Jämtland och ingår i Indalsälvens huvudavrinningsområde. Sjön har en area på 0,583 kvadratkilometer och ligger 296,1 meter över havet. Sjön avvattnas av vattendraget Drafsjöbäcken.

## Delavrinningsområde
Lill-Drafsjön ingår i det delavrinningsområde (702165-140788) som SMHI kallar för Utloppet av Lill-Drafsjön. Medelhöjden är 323 meter över havet och ytan är 4,99 kvadratkilometer. Det finns ett avrinningsområde uppströms, och räknas det in blir den ackumulerade arean 8,84 kvadratkilometer. Drafsjöbäcken som avvattnar avrinningsområdet har biflödesordning 2, vilket innebär att vattnet flödar genom totalt 2 vattendrag innan det når havet efter 263 kilometer. Avrinningsområdet består mestadels av skog (65 procent). Avrinningsområdet har 0,58 kvadratkilometer vattenytor vilket ger det en sjöprocent på 11,6 procent.